# Людовик II (граф Шартру)
Людовик (1318 — 2 листопада 1328) — наймолодший син графа Валуа Карла І і його третьої дружини Матильди де Шатільйон.

## Біографія
При поділі батьківського майна, встановленому в 1323 році, його батьком Карлом І (граф Валуа) між трьома живими синами, частка спадку Людовика складає графства Шартр, Шампрон, Турнан, Вів'є-ан-Брі, та інші землі з прибутком в 9000 ліврів.
В травні 1325 року, король Англії Едуард II запропонував Карлу, заручини між Людовиком і своєю молодшою дочкою Іоанною. Однак шлюбний проект не був втіленим в життя і в 1328 році англійська принцеса була видана заміж за короля Шотландії Давида ІІ.
Після смерті батька 16 грудня 1325 успадкував Шартр, Шампрон, Турнан та інші землі.
Був присутній в Реймсі 29 травня 1328, на коронації свого старшого єдинокровного брата Філіппа королем Франції.
Людовик помер 2 листопада 1328, у віці дев'яти чи десяти років, в абатстві Сент-Антуан-де-Шан. Похований в церкві Кордельєрів в Парижі.